# Herridrott

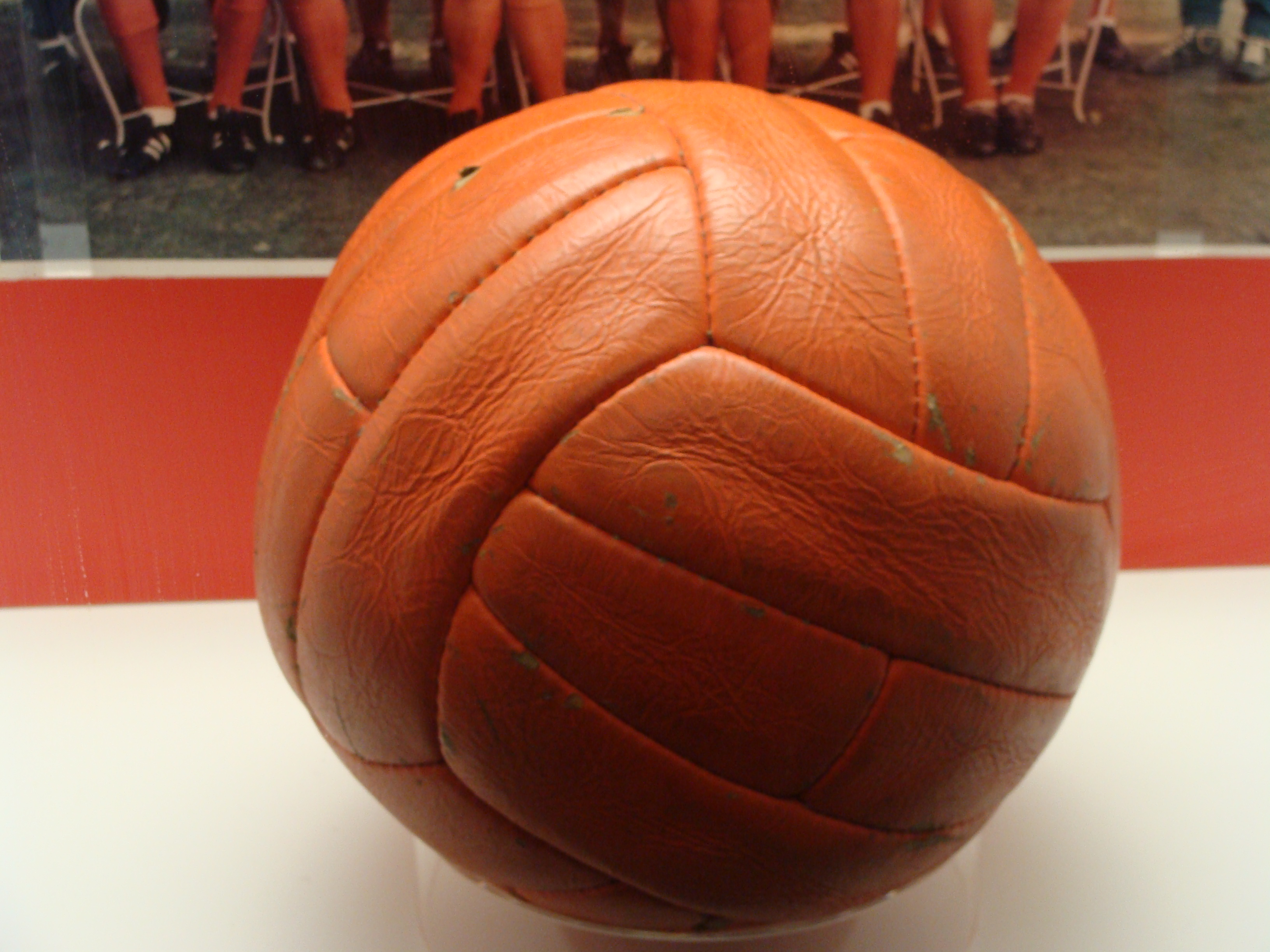
Fotbollen ansågs länge vara en sport för grabbar.

Begreppet herridrott har under en stor del av historien i de flesta sammanhang utgjort normen för idrott (sport) eftersom damidrott fram till 1970-talet, och i vissa fall fortfarande, varit betydligt mindre till sin omfattning, undantaget vissa grenar. Allteftersom damidrotten fått större elit och bredd, åtminstone i de anglosaxiska, nordiska och socialistiska staterna, har särskilda benämningar för herrars idrott, för att skilja den från idrott i allmänhet, blivit vanligare.
På framför allt engelska och norska, men numera även svenska, brukar herrarnas mästerskap och andra tävlingar allt oftare fått könsbestämda namn, till exempel kallas världsmästerskapet i ishockey för herrar 2016 för 2016 Men's World Ice Hockey Championship.
I Sverige talar allt oftare sportmedier om "herrklassen" i grenar där Sveriges damer annars dominerat rapporteringen.
I många delar av världen, bland annat Sverige, drar herridrotten fortfarande (2016) till sig större publikskaror.

### Fotnoter
1. ↑  ”Publiken på damidrott ökar rejält”. SVT Sport. 1 april 2016. http://www.svt.se/sport/fotboll/svt-granskar-publiken-pa-damidrott-okar-rejalt/. Läst 13 april 2016.